# Karen Winther
Karen Winther, född 1 januari 1900, död 7 januari 1989, var en dansk skådespelare. Hon gifte sig 1927 med regissören Benjamin Christensen.
Winther studerade vid Filmskolen i Frederiksberg hon anställdes av Nordisk Film 1918 där hon medverkade i ett flertal av Lau Lauritzens farcer, men även i större roller som Agnes i filmen David Copperfield.

## Filmografi (urval)
- 1920 – En hustru till låns
- 1922 – David Copperfield
- 1922 – Kärlekens ögon
- 1922 – Häxan
- 1923 – Smil og Tåre
- 1925 – Solskinsdalen
- 1927 – Vester Vov-Vov